# Obkas
Obkas [pronunciación en polaco: /ˈɔpkas/] es una aldea en el distrito administrativo de Gmina Kamień Krajeński, dentro del condado de Sępólno, Voivodato de Cuyavia y Pomerania, en el centro-norte de Polonia. Se encuentra a unos 5 kilómetros al norte de Kamien Krajeński, 14 kilómetros al norte de Sępólno Krajeńskie, y 59 kilómetros al noroeste de Bydgoszcz . El pueblo tiene una población de 340 habitantes.